# Деріан (Коннектикут)
Деріан (англ. Darien) — місто (англ. town) в США, в окрузі Ферфілд штату Коннектикут. Населення — 21 499 осіб (2020).

## Демографія
Згідно з переписом 2010 року, у місті мешкали 20 732 особи в 6698 домогосподарствах у складі 5503 родин. Було 7074 помешкання
Расовий склад населення:
| - 94,1 % — білих - 3,6 % — азіатів - 0,5 % — чорних або афроамериканців - 0,1 % — корінних американців |

До двох чи більше рас належало 1,1 %. Частка іспаномовних становила 3,6 % від усіх жителів.
За віковим діапазоном населення розподілялося таким чином: 35,6 % — особи молодші 18 років, 52,9 % — особи у віці 18—64 років, 11,5 % — особи у віці 65 років та старші. Медіана віку мешканця становила 39,1 року. На 100 осіб жіночої статі у місті припадало 97,2 чоловіків;  на 100 жінок у віці від 18 років та старших — 91,1 чоловіків також старших 18 років.
Медіана доходів становила 217 813 долари для чоловіків та 87 946 доларів для жінок. За межею бідності перебувало 3,7 % осіб, у тому числі 3,4 % дітей у віці до 18 років та 2,5 % осіб у віці 65 років та старших.
Цивільне працевлаштоване населення становило 9108 осіб. Основні галузі зайнятості: фінанси, страхування та нерухомість — 32,7 %, освіта, охорона здоров'я та соціальна допомога — 17,8 %, науковці, спеціалісти, менеджери — 14,4 %.